# 拓跋健
拓跋 健（たくばつ けん、生年不詳 - 447年）は、北魏の皇族。永昌王。

## 経歴
明元帝と尹夫人のあいだの子として生まれた。422年、永昌王に封ぜられた。容貌魁偉で、弓や馬を得意とし、兵法に通じた。太武帝の下で夏の赫連昌を破り、西方は木根山まで攻略した。432年、太武帝が北燕を討つと、拓跋健は撫軍大将軍として別軍を率いて建徳を攻め落とした。437年、稽胡の白龍の残党を西河で平定した。439年、太武帝が柔然を討って帰還すると、拓跋健はしんがりをつとめた。柔然は1万騎で追撃してきたが、拓跋健は数十騎で迎え撃ち、矢を放つごとに射当てたので、柔然軍は意気阻喪して撤退した。また涼州の平定に従軍して、多くの功績を挙げた。440年、禿髪保周を破り、自殺させて、首級を平城に送った。また沮渠無諱を降伏させた。447年9月、死去した。諡は荘王といった。
子の拓跋仁が後を嗣いだが、のちに濮陽王閭若文とともに叛乱を計画し、発覚して死を賜り、封国は除かれた。

## 伝記資料
- 『魏書』巻17 列伝第5
- 『北史』巻16 列伝第4